# سرتپه سفلی (بروجرد)
سرتپه سفلی یک روستا در ایران است که در بخش مرکزی شهرستان بروجرد در استان لرستان واقع شده‌است. سرتپه سفلی ۵۴ نفر جمعیت دارد.

## جمعیت
این روستا در دهستان شیروانر قرار دارد و براساس سرشماری مرکز آمار ایران در سال ۱۳۸۵، جمعیت آن ۵۴ نفر (۱۵ خانوار) بوده‌است.